# ابن عباد الصقلي
ابن عباد الصقلي أو ابن عباد أو بينافيرت حسب المؤرخ النورماني جيفروي مالاتيرا، هو أمير طائفة سرقوسة في النصف الثاني من القرن الحادي عشر، وزعيم المقاومة الإسلامية في صقلية ضد الغزو النورماندي.

## سيرة شخصية
كان ابن عباد خصمًا شرسًا لروجر الأول في الجزء الشرقي من الجزيرة، حيث اندلعت معارك بينه وبين القوات النورماندية بقيادة جوردان دي هوتفيل وهوغ دي جيرسي بالقرب من قطانية في عام 1075 أو 1076. نجح في هزيمة الفرقة النورماندية، واستولى مرة أخرى على قطانية. ومع ذلك، لم يستطع منع سقوط طرابنش في عام 1077، وطبرمين في عام 1079، وقطانية في عام 1081 بيد قوات روجر وجوردان. حوالي عام 1084، قاد هجماتٍ على سواحل قلورية، ونهب ضواحي رية قلورية واستولى على دير روكا داسينو حيث أخذ جميع الرهبان كأسرى. في عام 1085، دمر مدينة نقوطرة بالقرب من فيبو فالينتيا وأتخد بعض نسائهم كحريم. في عام 1086، حارب روجر الأول شخصيًا أمام أسوار سرقوسة، معقله المحاصر. ولكن في 25 مايو، توفي بشكل مأساوي، حيث سقط في الماء بسبب وزن درعه الثقيل الذي كان يرتديه. تم احتلال سرقوسة في أكتوبر من طرف النورمان، ووجدت زوجته وابنه ملجأ في نوتو ، آخر معقل للمسلمين مع بوتيرا، وهي معاقل تم الاستيلاء عليها في عام 1091، وبذلك اكتملت فترة الاحتلال الطويلة والصعبة للنورماند في صقلية.

## من نسله
في النصف الأول من القرن الثالث عشر، في صقلية التي كانت تحت سيطرة أباطرة سلالة هوهنشتاوفن، تمرد سليل ابن عباد، وهو محمد بن عباد، ضد سلطة ملك صقلية والإمبراطور الجرماني فريدريك روجر هوهنشتاوفن، المعروف باسم فريدريك الثاني.

## انظر كذلك
- تميم بن المعز
- حمود الصقلي